# Suero fisiológico

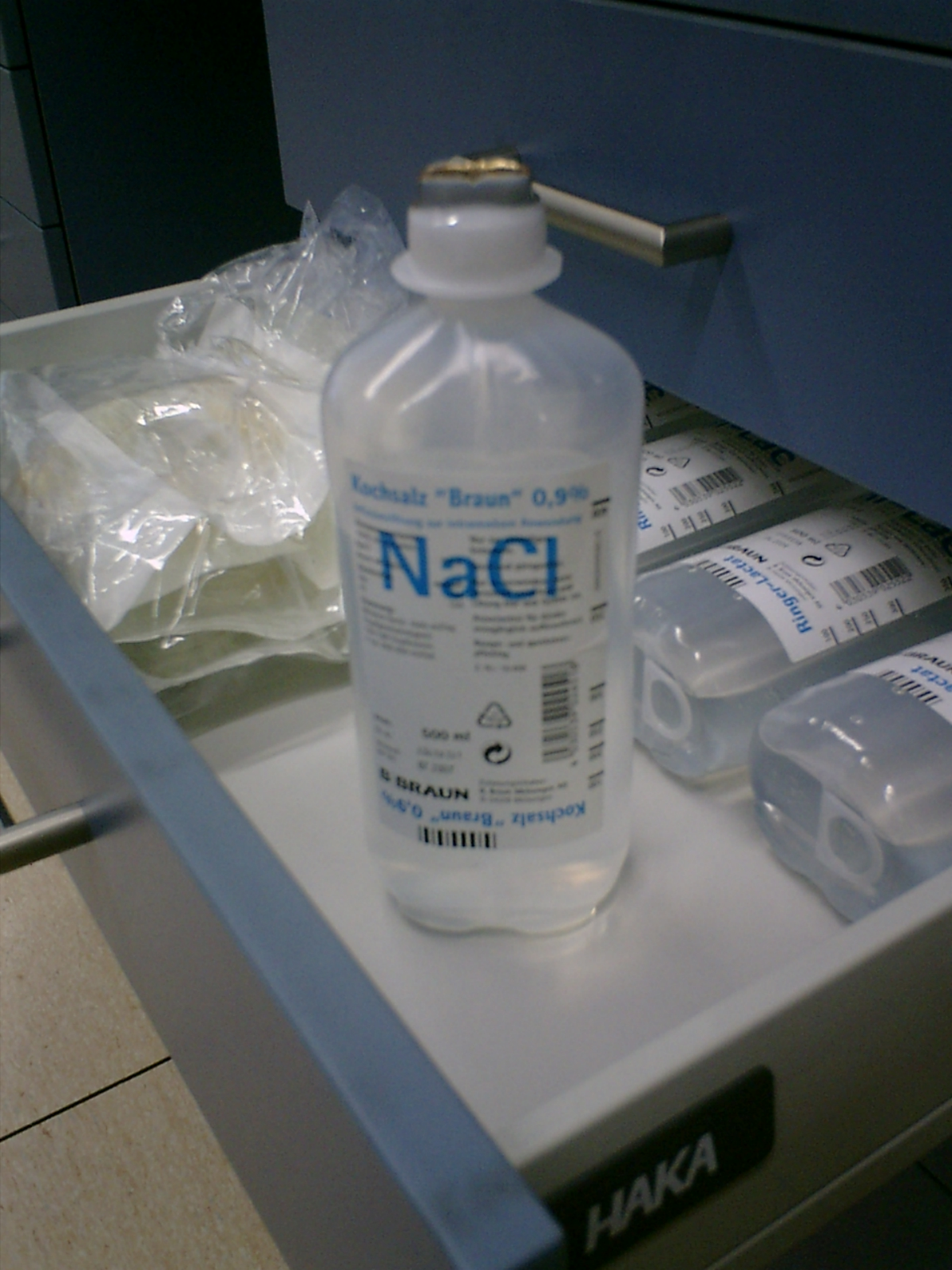
Solución fisiológica para irrigación. Esta solución es usada para irrigar heridas, tejidos, cavidades corporales y la vejiga. La solución fisiológica para irrigación no debería administrarse intravenosamente.

La solución de cloruro de sodio al 0,9% o solución salina normal,  conocida como suero fisiológico o solución fisiológica (ya que carece de elementos proteicos), es una disolución acuosa de sal en agua, hasta cierto grado compatible con los organismos vivos debido a sus características definidas de osmoticidad, pH y fuerza iónica. Es la base para la dilución de otras sustancias, como por ejemplo la glucosa, fuente de carbono y energía para el organismo, y de algunos polisacáridos expansores, cambiando así totalmente su uso, osmolaridad y nombre.

## Composición
El suero fisiológico o también conocido como Solución Salina Normal es una solución estéril de cloruro de sodio al 0,9% (p/v) en agua, pero siendo estéril para su administración parenteral (como por vía intravenosa).

## Contenido de sodio (Na+)
La solución contiene 9 gramos de NaCl o 154 mEq de Cl y 154 mEq de Na+ en 1 litro de H2O, con una osmolaridad de 308 mOsm/L.

## Indicaciones

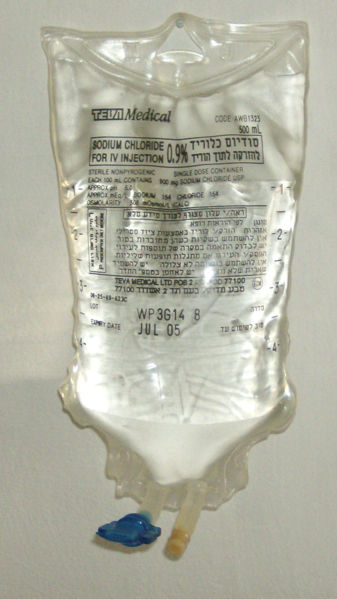
Suero fisiológico para infusión intravenosa. El puerto blanquecino en la base de la bolsa es donde los aditivos pueden ser inyectados con una aguja hipodérmica. El puerto con el capuchón azul es donde la bolsa es pinchada con el set de infusión intravenosa.

Se emplea como sustituto de la sangre cuando disminuye drásticamente la volemia y como vía de aplicación de diversas sustancias (por ejemplo, inyectables).
También es indicado en las curaciones de cortaduras en la piel, en vómitos constantes (vía oral) y en obstrucciones nasales. Ocasionalmente se usa también por vía oftálmica a fin de calmar la irritación ocular, así como para facilitar la colocación de lentes de contacto (advertencia: no debe usarse para conservación porque esta solución no desinfecta).
La solución fisiológica fue inventada por el holandés Hartog Jacob Hamburger en 1896. Hamburguer ideó la solución solamente para investigar la hemólisis in vitro y nunca con la finalidad de su uso clínico.
La formulación artificial del suero fisiológico es esencial para la fecundación in vitro, así como también para el desarrollo de embriones in vitro inmersos en el mismo.

## Efectos adversos
Su bajo pH y la ausencia de otros electrolitos puede favorecer la aparición de acidosis metabólica hiperclorémica, sobre todo cuando se usan volúmenes elevados.